# 張端 (崇禎進士)
張端（1618年—1655年），字正之，號中柱，山東萊州府掖縣（今山東省萊州市）人，明末清初政治人物。明崇禎末科進士，後仕清，官至大學士。父明末尚書張忻。

## 生平
崇禎十六年（1643年），登進士，改庶吉士。清順治二年（1645年），授宏文院檢討、《明史》纂修官。順治三年，擔任江南鄉試正考官。順治五年（1648年），升任秘書院侍講學士；次年，改國史院侍講學士、內翰林國史院學士。順治九年（1652年），擔任殿試讀卷官、禮部左侍郎。順治十年（1653年），擔任內翰林國史院大學士。順治十一年（1653年）卒，贈太子太保，諡文安。